# Championnats d'Asie d'athlétisme 2015
Navigation
Les 21es Championnats d'Asie d'athlétisme ont eu lieu du 3 au 7 juin 2015 à Wuhan, en Chine.

## Faits marquants
Le Qatarien Femi Ogunode remporte le titre du 100 m en 9 s 91, améliorant de 2/100e de seconde son propre record d'Asie.
La Chinoise Li Ling améliore son propre record d'Asie du saut à la perche en franchissant 4,66 m et en s'appropriant, par la même occasion, le titre continental.

## Résultats

### Hommes
| Épreuves | Or | Argent                                                                                      | Bronze                                                                       |
| --- | --- | ------------------------------------------------------------------------------------------- | ---------------------------------------------------------------------------- |
| 100 m | Femi Ogunode 9 s 91 (AR, CR)                                                                             | Zhang Peimeng 10 s 15                                                                       | Reza Ghasemi 10 s 19                                                         |
| 200 m | Femi Ogunode 20 s 32                                                                                     | Fahhad al-Subaie 20 s 60 (PB)                                                               | Dharambir Singh 20 s 66 (NR)                                                 |
| 400 m | Abdelalelah Haroun 44 s 68                                                                               | Yousef Masrahi 45 s 14                                                                      | Kentarō Satō 46 s 09                                                         |
| 800 m | Musaeb Abdulrahman Balla 1 min 49 s 40                                                                   | Jinson Johnson 1 min 49 s 69                                                                | Shō Kawamoto 1 min 50 s 50                                                   |
| 1 500 m | Mohamad al-Garni 3 min 41 s 42                                                                           | Mohammed Tiouali 3 min 42 s 43                                                              | Belal Mansoor Ali 3 min 43 s 67                                              |
| 5 000 m | Mohamad al-Garni 13 min 34 s 47 (CR)                                                                     | Albert Rop 13 min 35 s 26                                                                   | Govindan Lakshmanan 13 min 36 s 62                                           |
| 10 000 m | El Hassan el-Abbassi 28 min 50 s 71                                                                      | Govindan Lakshmanan 29 min 42 s 81                                                          | Andrey Petrov 30 min 20 s 68                                                 |
| 110 m haies | Xie Wenjun 13 s 56                                                                                       | Abdulaziz al-Mandeel 13 s 67                                                                | Kim Byung-jun 13 s 75                                                        |
| 400 m haies | Yūta Konishi 49 s 58                                                                                     | Chen Chieh 49 s 68                                                                          | Kazuaki Yoshida 49 s 95                                                      |
| 3 000 m steeple | John Koech 8 min 27 s 03                                                                                 | Hashim Salah Mohamed 8 min 36 s 02                                                          | Evans Rutto Chematot 8 min 42 s 76                                           |
| 4 × 100 m | Chine Chen Shiwei Mo Youxue Su Bingtian Zhang Peimeng 39 s 04                                            | Hong Kong Tang Yik Chun So Chun Hong Ng Ka Fung Tsui Chi Ho 39 s 25                         | Taipei chinois Wang Wen-Tang Yang Chun-Han Lo Yen-Yao Shen Yu-Sen 39 s 35    |
| 4 × 400 m | Qatar Femi Ogunode Musaeb Abdulrahman Balla Mohamed El Nour Mohamed Abdelalelah Haroun 3 min 2 s 50 (CR) | Arabie saoudite Mazen al-Yasen Mohammed al-Salhi Abdullah Abkar Yousef Masrahi 3 min 2 s 62 | Japon Julian Walsh Yūzō Kanemaru Kazuma Ōseto Takamasa Kitagawa 3 min 3 s 47 |
| Saut à la perche | Zhang Wei 5,60 m                                                                                         | Seito Yamamoto 5,50 m                                                                       | Huang Bokai 5,50 m                                                           |
| Saut en longueur | Gao Xinglong 7,96 m                                                                                      | Ted Hooper 7,80 m                                                                           | Tang Gongchen 7,79 m                                                         |
| Triple saut | Kim Deok-hyeon 16,86 m                                                                                   | Cao Shuo 16,77 m                                                                            | Roman Valiyev 16,67 m                                                        |
| Saut en hauteur | Takashi Etō 2,24 m                                                                                       | Hsiang Chun-Hsien 2,24 m                                                                    | Mutaz Essa Barshim 2,20 m                                                    |
| Lancer du poids | Inderjeet Singh 20,41 m                                                                                  | Chang Ming-Huang 19,56 m                                                                    | Tian Zizhong 19,45 m                                                         |
| Lancer du disque | Vikas Gowda 62,03 m                                                                                      | Eisa Zankawi 61,57 m                                                                        | Mahmoud Samimi 59,78 m                                                       |
| Lancer du marteau | Dilshod Nazarov 77,68 m                                                                                  | Ashraf Amgad Elseify 76,03 m                                                                | Wang Yong 73,40 m                                                            |
| Lancer du javelot | Huang Shih-Feng 79,74 m                                                                                  | Bobur Shokirjonov 79,09 m                                                                   | Yukifumi Murakami 79,05 m                                                    |
| Décathlon | Akihiko Nakamura 7 773 points                                                                            | Guo Qi 7 289 pts                                                                            | Hu Yufei 7 042 pts                                                           |
| Records et Performances - AR : Record continental (area record) - CR : Record des championnats (championship record) - MR : Record du meeting (meet record) - NR : Record national (national record) - OR : Record olympique (olympic record) - PR : Record paralympique (paralympic record) - PB : Record personnel (personal best) - SB : Meilleure performance personnelle de la saison (season's best) - WL : Meilleure performance mondiale de l'année (world leader) - WJR : Record du monde junior (world junior record) - WR : Record du monde (world record) Circonstances et Conditions - DNF : N'a pas terminé (did not finish) - DNS : N'a pas pris le départ (did not start) - DQ : Disqualification (disqualification) - NM : Aucun essai valable enregistré (No Mark) - Q : Qualifié « directement » au prochain tour (ou à la prochaine compétition), lors d'une compétition majeure, grâce au classement ou à la réalisation des minima (automatic qualifier) - q : Qualifié au prochain tour (ou à la prochaine compétition), lors d'une compétition majeure, grâce au repêchage ou à la réalisation de l'une des meilleures performances parmi celles des « non qualifiés directement » (grâce au meilleur temps ou à la meilleure distance par exemple) (secondary qualifier) | |                                                                                             |                                                                              |

### Femmes
| Épreuves | Or                                                                     | Argent                                                                                 | Bronze                                                                                           |
| --- | ---------------------------------------------------------------------- | -------------------------------------------------------------------------------------- | ------------------------------------------------------------------------------------------------ |
| 100 m | Chisato Fukushima 11 s 23 (+ 2,5 m/s)                                  | Viktoriya Zyabkina 11 s 34 (vf)                                                        | Wei Yongli 11 s 46 (vf)                                                                          |
| 200 m | Viktoriya Zyabkina 23 s 09                                             | Olga Safronova 23 s 46                                                                 | Srabani Nanda 23 s 54                                                                            |
| 400 m | Yang Huizhen 52 s 37                                                   | Machettira Raju Poovamma 53 s 07                                                       | Anastassiya Kudinova 53 s 41                                                                     |
| 800 m | Tintu Luka 2 min 1 s 53                                                | Zhao Jing 2 min 3 s 40                                                                 | Nimali Liyanarachchi 2 min 3 s 94                                                                |
| 1 500 m | Zhao Jing 4 min 29 s 40                                                | Iino Maya 4 min 32 s 90                                                                | Kseniya Faiskanova 4 min 35 s 42                                                                 |
| 5 000 m | Alia Mohamed Saeed 15 min 28 s 74                                      | Darya Maslova 15 min 42 s 82                                                           | Mao Kiyota 15 min 49 s 99                                                                        |
| 10 000 m | Alia Saeed Mohammed 31 min 52 s 29 (CR)                                | Eunice Chumba 32 min 22 s 29                                                           | Michi Numata 32 min 44 s 57                                                                      |
| 100 m haies | Wu Shuijiao 13 s 12                                                    | Anastasiya Pilipenko 13 s 33                                                           | Ayako Kimura 13 s 41                                                                             |
| 400 m haies | Kemi Adekoya 54 s 31 (WL, CR, NR)                                      | Kira Manami 57 s 14                                                                    | Xiao Xia 57 s 69                                                                                 |
| 3 000 m steeple | Lalita Babar 9 min 34 s 13 (CR)                                        | Li Zhenzhu 9 min 41 s 43                                                               | Zhang Xinyan 9 min 46 s 82                                                                       |
| 4 × 100 m | Chine Tao Yujia Yuan Qiqi Lin Huijun Wei Yongli 43 s 10 (CR)           | Japon Saori Kitakaze Anna Doi Chisato Fukushima Kana Ichikawa 44 s 14                  | Thaïlande Supawan Thipat Khanrutai Pakdee Phatsorn Jaksuninkorn Tassaporn Wannakit 44 s 73       |
| 4 × 400 m | Chine Huang Guifen Cheng Chong Chen Jingwen Yang Huizhen 3 min 33 s 44 | Inde Jisna Mathew Tintu Luka Debashree Majumder Machettira Raju Poovamma 3 min 33 s 81 | Kazakhstan Elina Mikhina Yuliya Rakhmanova Alexandra Romanova Anastassiya Kudinova 3 min 35 s 14 |
| Saut en longueur | Lu Minjia 6,52 m                                                       | Jung Soon-ok 6,47 m                                                                    | Xu Xiaolong 6,46 m                                                                               |
| Triple saut | Wang Wupin 13,76 m                                                     | Li Yanmei 13,57 m                                                                      | Wang Rong 13,44 m                                                                                |
| Saut en hauteur | Svetlana Radzivil 1,91 m                                               | Wang Yang 1,88 m                                                                       | Zheng Xingjuan 1,84 m                                                                            |
| Saut à la perche | Li Ling 4,66 m (AR)                                                    | Xu Huiqin 4,30 m                                                                       | Tomomi Abiko 4,20 m                                                                              |
| Lancer du poids | Guo Tianqian 18,59 m                                                   | Gao Yang 17,98 m                                                                       | Bian Ka 17,78 m                                                                                  |
| Lancer du disque | Su Xinyue 63,90 m                                                      | Tan Jian 62,97 m                                                                       | Lu Xiaoxin 62,30 m                                                                               |
| Lancer du marteau | Liu Tingting 68,24 m                                                   | Luo Na 65,77 m                                                                         | Watanabe Akane 59,39 m                                                                           |
| Lancer du javelot | Liu Shiying 61,33 m (CR)                                               | Yang Xinli 59,34 m                                                                     | Risa Miyashita 54,76 m                                                                           |
| Heptathlon | Ekaterina Voronina 5 689 pts                                           | Liksy Joseph 5 554 pts                                                                 | Purnima Hembram 5 511 pts                                                                        |
| Records et Performances - AR : Record continental (area record) - CR : Record des championnats (championship record) - MR : Record du meeting (meet record) - NR : Record national (national record) - OR : Record olympique (olympic record) - PR : Record paralympique (paralympic record) - PB : Record personnel (personal best) - SB : Meilleure performance personnelle de la saison (season's best) - WL : Meilleure performance mondiale de l'année (world leader) - WJR : Record du monde junior (world junior record) - WR : Record du monde (world record) Circonstances et Conditions - DNF : N'a pas terminé (did not finish) - DNS : N'a pas pris le départ (did not start) - DQ : Disqualification (disqualification) - NM : Aucun essai valable enregistré (No Mark) - Q : Qualifié « directement » au prochain tour (ou à la prochaine compétition), lors d'une compétition majeure, grâce au classement ou à la réalisation des minima (automatic qualifier) - q : Qualifié au prochain tour (ou à la prochaine compétition), lors d'une compétition majeure, grâce au repêchage ou à la réalisation de l'une des meilleures performances parmi celles des « non qualifiés directement » (grâce au meilleur temps ou à la meilleure distance par exemple) (secondary qualifier) |                                                                        |                                                                                        |                                                                                                  |

## Tableau des médailles
| Rang | Nation              | Or | Argent | Bronze | Total |
| ---- | ------------------- | -- | ------ | ------ | ----- |
| 1    | Chine               | 15 | 13     | 13     | 41    |
| 2    | Qatar               | 7  | 2      | 1      | 10    |
| 3    | Inde                | 4  | 5      | 4      | 13    |
| 4    | Japon               | 4  | 3      | 11     | 18    |
| 5    | Bahreïn             | 3  | 3      | 2      | 8     |
| 6    | Émirats arabes unis | 3  | 1      | 0      | 4     |
| 7    | Ouzbékistan         | 2  | 1      | 1      | 4     |
| 8    | Taipei chinois      | 1  | 4      | 1      | 6     |
| 9    | Kazakhstan          | 1  | 3      | 3      | 7     |
| 10   | Corée du Sud        | 1  | 1      | 1      | 3     |
| 11   | Tadjikistan         | 1  | 0      | 0      | 1     |
| 12   | Arabie saoudite     | 0  | 3      | 0      | 3     |
| 13   | Koweït              | 0  | 2      | 0      | 2     |
| 14   | Hong Kong           | 0  | 1      | 0      | 1     |
| 15   | Iran                | 0  | 0      | 2      | 2     |
| 16   | Sri Lanka           | 0  | 0      | 1      | 1     |
| 17   | Thaïlande           | 0  | 0      | 1      | 1     |
| 18   | Kirghizistan        | 0  | 0      | 1      | 1     |

Source : (en + zh) « 21st ASIAN ATHLETICS CHAMPIONSHIPS 2015 », sur athleticsasia.org, 7 juin 2015 (consulté le 8 juillet 2017)